# Bittacus willmanni
Bittacus willmanni är en näbbsländeart som först beskrevs av Collucci och Dalton de Souza Amorim 2001.  Bittacus willmanni ingår i släktet Bittacus och familjen styltsländor. Inga underarter finns listade i Catalogue of Life.